# سيرهي تريتياك
سيرهي تريتياك (بالأوكرانية: Третяк Сергій Вікторович)‏ هو لاعب كرة قدم أوكراني في مركز الهجوم، ولد في 28 نوفمبر 1984 في كييف في أوكرانيا. لعب مع سيسكا كييف ومكابي نتانيا ونادي فولين لوتسك.

## وصلات خارجية
- سيرهي تريتياك على موقع اتحاد أوكرانيا (الإنجليزية)
- سيرهي تريتياك على موقع قاعدة بيانات كرة القدم.إي يو (الإنجليزية)
- سيرهي تريتياك على موقع Soccerway.com (الإنجليزية)